# 三宝院快敏
三宝院 快敏（さんぼういん かいびん）は、戦国時代の僧、武将。畠山氏の家臣。

## 略歴
高野山の子院・三宝院に属する僧で、紀伊の有力国人である隅田氏の出身と見られる。隅田氏は畠山基国の頃に姿が見える古くからの畠山氏内衆であるが、快敏は天文3年（1534年）に畠山稙長が紀伊に下ってから新たに登用したと推測され、紀伊国伊都郡の郡代、あるいは小守護代を務めたと考えられる。
稙長は快敏を登用することで高野山に影響力を持ったものと見られ、天文11年（1542年）の河内侵攻は、高野山に加え、熊野衆や根来寺・粉河寺といった宗教勢力を糾合した上でのものだった。この時、稙長に従って河内に進出した快敏は河内でも郡代か小守護代の地位を得たと考えられ、快敏同様、紀伊在国中より稙長に従う平盛知（丹下盛知）とともに稙長の側近を務めた。
天文14年（1545年）5月に稙長が没すると、稙長の跡を継いだ弟の政国を支えた。天文15年（1546年）9月には細川氏綱に味方する畠山氏の部将として出陣し、天文17年（1548年）9月には丹下盛知と連署した書状を発給するなど在地支配に携わっていることが確認できる。